# Im Chang-jung
Đây là một tên người Triều Tiên, họ là Im.
Im Chang-jung (sinh ngày 30 tháng 11 năm 1973) là một ca sĩ, diễn viên Hàn Quốc.

## Đĩa nhạc
| Năm  | Tựa đề Album                     | Ghi chú     | Video nhạc                                                                  |
| ---- | -------------------------------- | ----------- | --------------------------------------------------------------------------- |
| 1995 | 이미 나에게로 "Already to Me"    | Vol. 1      |                                                                             |
| 1996 | Because I'm Not With You         | Vol. 2      |                                                                             |
| 1997 | Again                            | Vol. 3      |                                                                             |
| 1998 | 별이 되어 "Become a Star"        | Vol. 4      |                                                                             |
| 1999 | Story of...                      | Vol. 5      |                                                                             |
| 2000 | White                            | Vol. 6      |                                                                             |
| 2000 | www.love.7th                     | Vol. 7      |                                                                             |
| 2001 | A to Z                           | Compilation |                                                                             |
| 2001 | Different Color                  | Vol. 8      |                                                                             |
| 2002 | CJ2002                           | Vol. 9      |                                                                             |
| 2003 | BYE                              | Vol. 10     |                                                                             |
| 2007 | Lost in the Forest of Love       | Single      |                                                                             |
| 2009 | Return To My World               | Vol. 11     | If you want or not (원하던 안 원하던) M/V Long time no see (오랜만이야) M/V |
| 2010 | REMIND                           | Compilation |                                                                             |
| 2013 | A Guy Like Me                    | Single      | A guy like me (나란놈이란) M/V Open the door (문을 여시오) M/V              |
| 2014 | Ordinary Song... Ordinary Melody | Vol. 12     | Ordinary song (흔한 노래) M/V                                               |

## Sự nghiệp diễn xuất

### Nhạc kịch
| Năm       | Tựa đề            | Vai trò      | Ghi chú       |
| --------- | ----------------- | ------------ | ------------- |
| 2009      | Bbalae (Laundry)  | Solongo      | [ 10 ] [ 11 ] |
| 2010-2011 | Radio Star        | Park Min-soo | [ 12 ]        |
| 2012      | Le Passe-Muraille | Dusoleil     |               |

### Điện ảnh
| Năm  | Tựa đề                               | Vai trò                  | Ghi chú                 |
| ---- | ------------------------------------ | ------------------------ | ----------------------- |
| 1990 | North Korean Partisan in South Korea | Jeon Sae-young           |                         |
| 1990 | Nhà nghỉ hoa hồng                    |                          |                         |
| 1992 | From Seom River to the Sky           | Goo Dae-hoon             |                         |
| 1992 | Walking All the Way to Heaven        |                          |                         |
| 1994 | The Rules of the Game                | 삐끼1                    |                         |
| 1997 | Beat                                 | Hwan-gyu                 |                         |
| 1998 | Extra                                | Park Bong-soo            |                         |
| 1998 | If the Sun Rises in the West         | Kim Beom-soo             |                         |
| 2000 | The Happy Funeral Director           | Jae-hyun                 |                         |
| 2000 | Jakarta                              | Blue                     |                         |
| 2001 | Ông trùm của tôi, anh hùng của tôi   |                          | Cameo                   |
| 2002 | Bet on My Disco                      | Bong-pal                 |                         |
| 2002 | Tình dục là chuyện nhỏ               | Jang Eun-shik            |                         |
| 2003 | Reversal of Fortune                  | Police Officer           | Cameo                   |
| 2003 | The Greatest Expectation             | Chang-shik               |                         |
| 2003 | Romantic Assassin                    | Ghost in armor           | Cameo                   |
| 2004 | Sisily 2km                           | Yang-yi                  |                         |
| 2005 | Cracked Eggs and Noodles             | Dae-gyu                  |                         |
| 2005 | Tất cả vì tình                       | Kim Chang-hoo            |                         |
| 2006 | Aachi & Ssipak                       | Ssipak                   | Animated (voice acting) |
| 2007 | Miracle on 1st Street                | Pil-je                   |                         |
| 2007 | Underground Rendezvous               | Young-tae                |                         |
| 2007 | Scout                                | Ho-chang                 |                         |
| 2007 | Tình dục là chuyện nhỏ 2             | Eun-shik                 |                         |
| 2009 | Fortune Salon                        | Seung-won                |                         |
| 2010 | Twilight Gangsters                   | Bang Joon-seok           |                         |
| 2010 | Romantic Debtors                     | Detective Bang Geuk-hyun |                         |
| 2011 | Săn tình                             | Sang-yeol                |                         |
| 2012 | Mưa và mưa                           | Soo-hyun                 |                         |
| 2012 | The Traffickers                      | Young-gyu                |                         |
| 2013 | Tumbleweed                           | Chang-soo                |                         |

### Truyền hình
| Năm  | Tựa đề                                         | Vai                | Mạng      | Ghi chú      |
| ---- | ---------------------------------------------- | ------------------ | --------- | ------------ |
| 1991 | Eyes of Dawn                                   | Gil-soo            | MBC       | Drama        |
| 1992 | Days of Sunshine                               |                    | KBS2      | Drama        |
| 1994 | Ladybug                                        |                    | KBS2      | Drama        |
| 1996 | Three Guys and Three Girls                     |                    | MBC       | Sitcom       |
| 1997 | Câu chuyện New York                            |                    | SBS       | Sitcom       |
| 2009 | Invincible Baseball Team (Invincible Saturday) | Infielder, Pitcher | KBS2      | Variety show |
| 2009 | Superstar K                                    | Season 1 Host      | Mnet      | Talent show  |
| 2010 | The Woman Who Still Wants To Marry             | Jerry Oh (cameo)   | MBC       | Drama        |
| 2012 | Ji Woon-soo's Stroke of Luck                   | Ji Woon-soo        | TV Chosun | Drama        |

## Giải thưởng
- 2012 Korean Culture and Entertainment Awards: Top diễn viên phim xuất sắc trong bộ phim The Traffickers)
- 2008 Baeksang Arts Awards: Diễn viên xuất sắc (Scout)
- 2003 Baeksang Arts Awards: Diễn viên phổ biến nhất (Sex Is Zero)
- 2002 SBS Music Festival: Bonsang/Main Award
- 2001 KBS Music Festival: Ca sĩ trẻ của năm
- 2001 SBS Music Festival: Bonsang/Main Award
- 2001 Golden Disk Awards: Bonsang/Main Award
- 2000 PD가 뽑은 최고 Ca sĩ phổ biến nhất
- 2000 SBS Music Festival: Top 10 ca sĩ
- 1999 SBS Music Festival: Top 10 ca sĩ
- 1999 KBS Music Festival: Ca sĩ của năm
- 1997 Seoul Music Awards: Bonsang/Main Award
- 1997 MBC 영상음반: Daesang/Grand Prize
- 1997 Golden Disk Awards: Bonsang/Main Award
- 1997 KBS Music Awards: Daesang/Grand Prize
- 1998 Baeksang Arts Awards: Diễn viên mới xuất sắc (Beat)
- 1997 Grand Bell Awards: Diễn viên phụ xuất sắc (Beat)